# Modélisation comportementale
La modélisation comportementale est la modélisation du comportement, c'est-à-dire la détection et la mesure des éléments du comportement afin d'en réaliser un modèle mathématique. Elle peut concerner tant des systèmes physiques que des comportements humains individuels et collectifs et est utilisée notamment comme outil prévisionnel dans divers domaines d'activité.
Autant cette modélisation peut être fiable pour prévoir et contrôler le comportement d'un système physique, autant les incertitudes affectant les comportements humains (distorsion des courbes probabilités, inversion de préférences, seuils d'émergence...) font que de tels modèles ne peuvent alors qu'être indicatifs.